# Nederlanders in het Cypriotische voetbal
Nederlanders in het Cypriotische voetbal geeft een overzicht van Nederlanders die een contract hebben (gehad) bij Cypriotische voetbalclubs.

## Voetballers
| Naam                    | Club                   | Van  | Tot  | Opmerkingen |
| ----------------------- | ---------------------- | ---- | ---- | ----------- |
| Bernard Schuiteman      | Apollon Limassol       | 2002 | 2003 |             |
| Humphrey Rudge          | Apollon Limassol       | 2005 | 2005 |             |
| Stefano Seedorf         | Apollon Limassol       | 2005 | 2005 |             |
| Beau Molenaar           | Apollon Limassol       | 2007 | 2007 |             |
| Nordin Wooter           | AEK Larnaca            | 2007 | 2008 |             |
| Nordin Wooter           | Anorthosis Famagusta   | 2004 | 2004 |             |
| Donny de Groot          | AEK Larnaca            | 2006 | 2007 |             |
| Martin Cruijff          | AEK Larnaca            | 2002 | 2003 |             |
| Joost Terol             | AEP Paphos FC          | 2008 | 2009 |             |
| Boy Waterman            | APOEL Nicosia          | 2015 | 2020 |             |
| Joost Broerse           | APOEL Nicosia          | 2008 | 2011 |             |
| John van Loen           | APOEL Nicosia          | 1988 | 1988 |             |
| Martijn Roosenburg      | Onisilos Sotira        | 2007 | 2008 |             |
| Martijn Roosenburg      | Nea Salamina Famagusta | 2008 | 2009 |             |
| Tom Kalkhuis            | Onisilos Sotira        | 2008 | 2008 |             |
| Nyron Wau               | Nea Salamina Famagusta | 2008 | 2009 |             |
| Jeffrey Leiwakabessy    | Anorthosis Famagusta   | 2008 | 2012 |             |
| René Klomp              | Ethnikos Achna         | 2002 | 2003 |             |
| Jochem van der Hoeven   | AEP Paphos FC          | 2004 | 2005 |             |
| Raymond Victoria        | AEK Larnaca            | 2006 | 2007 |             |
| Junas Naciri            | Enosis Neon Paralimni  | 2007 | 2008 |             |
| Thijs Sluijter          | Nea Salamina Famagusta | 2008 | 2009 |             |
| Hilmi Mihci             | Enosis Neon Paralimni  | 2006 | 2007 |             |
| Michel van Zundert      | APOP Kinyras Peyias FC | 2006 | 2006 |             |
| Ronny van Es            | AEP Paphos FC          | 2008 | 2009 |             |
| Nuelson Wau             | Nea Salamina Famagusta | 2008 | 2008 |             |
| Robin Muller van Moppes | Onisilos Sotira        | 2008 | 2010 |             |
| Hans Denissen           | Ayia Napa FC           | 2008 | 2009 |             |
| Stefan Postma           | Ermis Aradippou        | 2009 | 2011 |             |
| Kevin Hofland           | AEK Larnaca            | 2010 | 2012 |             |
| Gregoor van Dijk        | AEK Larnaca            | 2010 | 2013 |             |
| Tim de Cler             | AEK Larnaca            | 2011 | 2013 |             |
| Edwin Linssen           | AEK Larnaca            | 2010 | 2013 |             |
| Jurgen Colin            | Anorthosis Famagusta   | 2011 | 2013 |             |
| Danny Schenkel          | AEK Larnaca            | 2010 | 2011 |             |
| Dion Esajas             | Akritas Chlorakas      | 2009 | 2010 |             |
| Dion Esajas             | PAEEK                  | 2010 | 2011 |             |
| Dion Esajas             | AEK Kouklia            | 2011 | 2012 |             |
| Stanley Tailor          | Omonia Aradippou       | 2011 | 2012 |             |
| Civard Sprockel         | Anorthosis Famagusta   | 2010 | 2012 |             |
| Regilio Seedorf         | Atromitos Yeroskipou   | 2010 | 2010 |             |
| Hans Borsboom           | APOP Paphos            | 1987 | 1988 |             |
| Kiran Bechan            | Ermis Aradippou        | 2009 | 2010 |             |
| Marvin Brunswijk        | Anorthosis Famagusta   | 2002 | 2004 |             |
| Pascal Heije            | APEP Pitsilia          | 2009 | 2009 |             |
| Mike Zonneveld          | AEL Limassol           | 2010 | 2011 |             |
| Hedwiges Maduro         | Omonia Nicosia         | 2017 | 2018 |             |
| Iwan Redan              | AEP Paphos FC          | 2008 | 2008 |             |
| Tom Daemen              | AEK Larnaca            | 2012 | 2013 |             |
| Tom Daemen              | EN Paralimni           | 2013 | 2013 |             |
| Tom Daemen              | Aris Limassol          | 2013 | 2014 |             |
| Nassir Maachi           | AEK Larnaca            | 2012 | 2014 |             |
| Nassir Maachi           | Paphos FC              | 2015 | 2016 |             |
| Nassir Maachi           | Nea Salamina Famagusta | 2016 | 2017 |             |
| Nassir Maachi           | Alki Oroklini          | 2018 | 2018 |             |
| Nassir Maachi           | ASIL Lysi              | 2019 | ?    |             |
| Luciano Dompig          | Akritas Chlorakas      | 2012 | 2012 |             |
| Luciano Dompig          | Aris Limassol          | 2013 | 2013 |             |

## Hoofdtrainers
| Naam               | Club             | Van  | Tot  | Opmerkingen           |
| ------------------ | ---------------- | ---- | ---- | --------------------- |
| Gerard van der Lem | Apollon Limassol | 2007 | 2007 |                       |
| Eugène Gerards     | APOEL Nicosia    | 2001 | 2002 |                       |
| Arie Haan          | Omonia Nicosia   | 2000 | 2000 |                       |
| Henk Houwaart      | AEL Limassol     | 2003 | 2004 |                       |
| Henk Houwaart      | Aris Limassol    | 2007 | 2007 |                       |
| Henk Houwaart      | Omonia Nicosia   | 2000 | 2001 | ook van 2004 tot 2005 |
| Ab Fafié           | AEK Larnaca      | 1994 | 1994 |                       |
| Raymond Atteveld   | AEL Limassol     | 2011 | 2011 |                       |
| Ton Caanen         | AEK Larnaca      | 2010 | 2011 |                       |
| Leon Vlemmings     | AEK Larnaca      | 2011 | 2012 |                       |

## Andere functies
| Naam          | Club        | Van  | Tot  | Taak/rol            |
| ------------- | ----------- | ---- | ---- | ------------------- |
| Jordi Cruijff | AEK Larnaca | 2010 | 2012 | Technisch directeur |
| Kevin Hofland | AEK Larnaca | 2012 | 2012 | Technisch directeur |

Voetbalbonden ·
Albanië ·
Angola ·
Armenië ·
Australië ·
Azerbeidzjan ·
Bahrein ·
België ·
Bhutan ·
Bulgarije ·
Canada ·
China ·
Congo-Kinshasa · 
Cyprus ·
Denemarken ·
Duitsland ·
Egypte ·
Engeland ·
Estland ·
Ethiopië ·
Faeröer ·
Filipijnen ·
Finland ·
Frankrijk ·
Georgië ·
Ghana ·
Griekenland ·
Hongarije ·
Hongkong ·
Ierland ·
IJsland ·
Indonesië ·
Iran ·
Israël ·
Italië ·
Japan ·
Kazachstan ·
Koeweit ·
Litouwen ·
 Luxemburg ·
Maleisië ·
Malta ·
Marokko ·
Mexico ·
Namibië ·
Nieuw-Zeeland ·
Noorwegen ·
Oekraïne ·
Oezbekistan ·
Oostenrijk ·
Polen ·
Portugal ·
Qatar ·
Roemenië ·
Rusland ·
Rwanda ·
Saoedi-Arabië ·
Schotland ·
Singapore ·
Slovenië ·
Slowakije ·
Spanje ·
Tanzania ·
Turkije ·
Tuvalu ·
VAE ·
Venezuela ·
Verenigde Staten ·
Vietnam ·
Zimbabwe ·
Zuid-Afrika ·
Zuid-Korea ·
Zweden ·
Zwitserland